# Sielskie
Sielskie – osiedle w Bydgoszczy leżące w Dzielnicy Wschodniej, stanowiące część tzw. Nowego Fordonu. Sąsiaduje z osiedlami: Akademickim, Bajka, Szybowników i Stary Fordon.
Granice osiedla wyznaczają: od zachodu - ul. Brzechwy i Skarżyńskiego, od północy - ul. Andersa, od zachodu - ul. Kasztelańska (droga wojewódzka nr 256) od południa - tory kolejowe linii 209 (Bydgoszcz Wschód-Kowalewo Pomorskie) oraz ul. Fordońska (droga krajowa nr 80).

## Historia
Tereny osiedla zostały przyłączone do Bydgoszczy w 1973 roku wraz z przyłączeniem miasteczka Fordon.

## Ważniejsze obiekty
- Szkoła Podstawowa nr 27

- Galeria Bydgoskich Fabryk Mebli - przy ul. Bydgoskiej

## Komunikacja
Przez Osiedle Sielskie przejeżdżają następujące linie komunikacji miejskiej;
Linie autobusowe dzienne:
- 74 Wyścigowa – Tatrzańskie
- 81 Tatrzańskie – IKEA (wybrane kursy – Tor Regatowy,Przemysłowa, (w oznaczonych kursach skrócona do Centrum Onkologii))

Autobusowe nocne:
- 33N Piaski – Tatrzańskie - (wybrane kursy do Łoskoń/Zajezdnia)

Przez osiedle biegną drogi: krajowa 80 oraz wojewódzka 256.
Przy południowej granicy osiedla znajduje się stacja kolejowa Bydgoszcz Fordon, przez którą biegnie linia kolejowa 209.